# Хресили
Хресили (груз. ხრესილი) — село в Грузии, на территории Ткибульского муниципалитета края (мхаре) Имеретия.

## География
Село находится в западной части Грузии, на берегах реки Цкалцителы, на расстоянии 9 километров (по прямой) к западу от города Ткибули, административного центра муниципалитета. Абсолютная высота — 346 метров над уровнем моря.

## Население
По результатам официальной переписи населения 2014 года, в Хресили проживало 274 человека (132 мужчины и 142 женщины). В национальной структуре населения грузины составляли 100 %.
| Год  | Население, человек |
| ---- | ------------------ |
| 2002 | 416                |
| 2014 | ↘ 274              |